# Brodosana
Brodosana (serb. Бродосавце, Brodosavce) – wieś w Kosowie, w regionie Prizren, w gminie Dragaš. W 2011 roku liczyła 2839 mieszkańców. 